# Normand Cherry
Pour les articles homonymes, voir Cherry.
Normand Cherry (né le 2 juin 1938 à Montréal au Québec et mort le 11 avril 2021 à Montréal) est un syndicaliste et homme politique québécois.

## Biographie

### Action syndicale
Normand Cherry a travaillé chez Canadair de 1954 à 1989. Il s'est impliqué dans l'action syndicale au sein de la section locale 712 de l'Association internationale des machinistes et travailleurs de l'aérospatiale (AIMTA) à partir de 1964, devenant agent d'affaires en 1969 puis président en 1978 jusqu'à sa première élection comme député en 1989.
Il a participé à une grève de huit semaines en 1965 comme responsable de la ligne de piquetage. Canadair était alors une filiale de General Dynamics. En 1975 et 1976, Normand Cherry représente le syndicat lors des négociations entourant le rachat de Canadair par le gouvernement canadien. Puis, lorsque à partir de 1985 le gouvernement canadien cherche à revendre Canadair à des intérêts privés et que l'avenir de la compagnie repose sur le succès du jet d'affaires Challenger, il met sur place le Comité de survie de Canadair pour éviter la disparition ou la dispersion de l'entreprise. Il favorise l'offre d'achat de Bombardier qui accepte de garantir les emplois et de conserver la recherche et le développement à Montréal. C'est finalement Bombardier qui se porte acquéreur de l'entreprise en août 1986, ce qui représente une grande victoire pour Cherry. Celui-ci poursuit cependant ses efforts pour que Canadair obtienne le contrat d'entretien des avions de chasse CF-18 des Forces canadiennes. Ce contrat est obtenu en octobre 1986.

### Politique
En 1989, Normand Cherry se présente aux élections provinciales de 1989 comme candidat du Parti libéral du Québec, dont le chef (et premier ministre) est alors Robert Bourassa. Il est élu dans la circonscription de Sainte-Anne avec une majorité de 1 112 voix. M. Bourassa lui offre aussitôt un poste au conseil des ministres, comme ministre délégué aux Communautés culturelles. Puis, un an plus tard, il ajoute à ses responsabilités celles de ministre du Travail.
Lorsque Robert Bourassa se retire de la vie politique au début de 1994, le nouveau premier ministre Daniel Johnson le nomme ministre des Transports, poste qu'il conservera jusqu'aux élections générales qui ont lieu à la fin de la même année. À cette occasion, Normand Cherry choisit de se présenter dans la circonscription de Saint-Laurent, laissée vacante par Bourassa. En effet, sa circonscription de Sainte-Anne était regroupée avec une circonscription voisine également représentée par un libéral. Il est réélu avec une forte majorité de 20 109 voix; cependant le Parti libéral perd le pouvoir et Normand Cherry passe les quatre années suivantes dans l'opposition. Il ne se représente pas aux élections de 1998, laissant la place de candidat libéral à Jacques P. Dupuis.

## Publications
- Normand Cherry, « Le parlementaire: lobbyiste ou instrument des lobbyistes ? », Revue parlementaire canadienne, vol. 20, no 3,‎ automne 1997, p. 51 (ISSN 0229-2556, lire en ligne)